# Susanne Hartel
Susanne Hartel (Mannheim, 2 de febrero de 1988) es una futbolista alemana.

## Trayectoria

### Club
Comenzó su carrera a la edad de tres años en el MFC 08 Lindenhof. En el año 2002 tuvo que cambiar de club porque en Alemania las muchachas no pueden jugar con los chicos cuando tienen más de 14 años. Como su club no tiene equipo femenino, fue al Viktoria Neckarhausen por un año y medio.
En el año 2003, la delantera cambió al 1. FFC Frankfurt. Con este club jugó en la Bundesliga femenina, la Copa de Alemania y también en la Liga de Campeones de la UEFA femenina.
En el año 2007 cambió al SC Friburgo, donde es titular. En la temporada 2008/09, ella alcanzada el séptimo rango de las máximas goleadoras mientras ella ha marcado doce goles en 17 partidos.

### Palmarés
- Ganadora de la Copa de la UEFA Femenina 2006
- Campeona de Alemania 2005 y 2007
- Ganadora de la Copa de Alemania 2007

#### Estadísticas
| 2004/05 | 1. FFC Frankfurt | Bundesliga | 7  | 0  |  |  |  |  |  |
| 2005/06 | 1. FFC Frankfurt | Bundesliga | 4  | 2  |  |  |  |  |  |
| 2006/07 | 1. FFC Frankfurt | Bundesliga | 2  | 0  |  |  |  |  |  |
| 2007/08 | SC Friburgo      | Bundesliga | 12 | 6  |  |  |  |  |  |
| 2008/09 | SC Friburgo      | Bundesliga | 17 | 12 |  |  |  |  |  |
| 2009/10 | SC Friburgo      | Bundesliga | 10 | 2  |  |  |  |  |  |
| Total   |                  |            | 52 | 22 |  |  |  |  |  |

### Selección nacional
Su debut se produjo en el equipo sub-15, con el que jugó dos veces. Después jugó dos partidos con el equipo sub-17 y marcó dos goles.
Con el equipo sub-19 consiguió el Campeonato de Europa en 2007, marcando cuatro goles en doce partidos. El gol más importante fue el decisivo 3-2 en la semifinal del Campeonato de Europa. 
También jugó un partido con el equipo sub-20.
Actualmente es miembro del equipo sub-23, con el que ha marcado dos goles en doce partidos.

#### Palmarés
- Campeona de Europa (Sub-19) 2007

#### Estadísticas
|           | Alemania (Sub-15) | 2  | 0 |  |  |  |  |
| 2005      | Alemania (Sub-17) | 2  | 2 |  |  |  |  |
| 2006-2007 | Alemania (Sub-19) | 12 | 4 |  |  |  |  |
| 2008      | Alemania (Sub-20) | 1  | 0 |  |  |  |  |
| 2008-     | Alemania (Sub-23) | 12 | 2 |  |  |  |  |
| Total     |                   | 29 | 8 |  |  |  |  |